# Bataille du Mauropotamos
Guerres arabo-byzantines
Batailles
- Mu'tah (629)
- Ajnadayn (634)
- Damas (634)
- Fahl (635)
- Yarmouk (636)
- Jérusalem (636-637)

- Héliopolis (640)
- Nikiou (646)

- Sufétula (647)
- Tahouda (683)
- Mammès (688)
- Carthage (698)
- Oued Nini (698)

- 1re Constantinople (674-678)
- Sébastopolis (692)
- Tyane (~708)
- 2e Constantinople (717-718)
- Andrinople (718)
- Nicée (727)
- Akroinon (740)

- Kamacha (766)
- Invasion de l'Asie Mineure (782)
- Kopidnadon (788)
- Krasos (804)
- Invasion de l'Asie Mineure (806)
- Anzen (838)
- Amorium (838)
- Mauropotamos (844)
- Poson (863)
- Bathys Ryax (872 ou 878)

- Syracuse (877-878)
- Stelai ou 1re Milazzo (880)
- 2e Milazzo (888)
- Taormine (902)
- Garigliano (915)
- Détroit (965)
- Georges Maniakès en Sicile (1038-1040)

- Phœnix de Lycie (655)
- Keramaia (746)
- Conquête musulmane de la Crête (années 820)
- Damiette (853)
- Raguse (866-868)
- Kardia (~872-873)
- Golfe de Corinthe (~873)
- Céphalonie (880)
- Chalcis (~883)
- Thessalonique (904)

- Portes ciliciennes (878)
- Campagnes de Jean Kourkouas (926-944)
- Marach (953)
- Raban (958)
- Andrassos (960)
- Campagnes de Nicéphore II Phocas (956-969)
- Chandax (960-961)
- Alexandrette (971)
- Campagnes de Jean Tzimiskès (~950-975)
- Gués de l'Oronte (994)
- Alep (994-995)
- Apamée (998)
- Campagnes de Basile II (979-999)
- Azâz (1030)

La bataille du Mauropotamos (en grec :  Μάχη τοῦ Μαυροποτάμου) a lieu en 844 et oppose l'armée de l'Empire romain d'Orient à celle du califat abbasside de Samarra aux abords de la rivière Mauropotamos (soit en Bithynie, soit en Cappadoce). 
Après l'échec d'une tentative romaine de reconquérir la Crète, sous l'autorité d'un émirat vassal des Abbassides, ces derniers lancent un raid en Asie Mineure. Théoctiste le Logothète, le régent romain, part à la rencontre du corps expéditionnaire mais est lourdement défait. De nombreux officiers sont faits prisonniers par les musulmans. Toutefois, des troubles internes empêchent le calife Al-Wathiq (qui ambitionnait un temps de conquérir Constantinople) d'exploiter cette victoire. Il consent alors à une trêve et à un échange de prisonniers, qui se réalisent en septembre 845. Après cela, les deux États connaissent six années de paix mutuelle (à l'exception d'un raid hivernal abbasside en 845-846). 

## Contexte
Après la restauration de la vénération des icônes en mars 843, le gouvernement de l'Empire romain d'Orient dirigé par l'impératrice-régente Théodora et le logothète Théoctiste lancent une offensive soutenue contre le califat abbasside, le principal adversaire politique et idéologique de l'empire, et ses vassaux. Cette posture belliqueuse est facilitée d'une part par la stabilité interne de l'Empire romain d'Orient grâce à la fin de la controverse iconoclaste et, d'autre part, par la volonté de justifier la nouvelle politique au travers de victoires militaires contre les musulmans.
La première de ces campagnes est une tentative de reconquête de l'émirat de Crète menée par Théoctiste en personne. Cette expédition obtient d'abord quelques succès avant de se terminer en fiasco. Les musulmans, en mauvaise posture, parviennent à répandre dans l'armée de Théoctiste une rumeur selon laquelle Théodora aurait fait proclamer un nouvel empereur (peut-être son frère Bardas) à Constantinople. Informé par ses soldats, Théoctiste les abandonnent pour rejoindre la capitale, où il découvre la supercherie. Pendant ce temps, ses hommes restés sur l'île sont défaits par les musulmans,.

## La bataille
En 844, selon les sources romaines, Théoctiste apprend que les Arabes ont lancé une invasion de l'Asie mineure romaine dirigée par un certain 'Amr, probablement Omar al-Aqta, le chef de l'émirat semi-autonome de Malatya. Les sources musulmanes ne mentionnent pas explicitement cette campagne. Toutefois, l'historien russe Alexandre Vassiliev la relie à une expédition mentionnée dans les poèmes d'Abou Tammam et Al-Bouhtouri, dirigée par le général Abou Saïd Mouhammad ibn Youssouf ibn Abderrahmane ath-Thoughouri et se déroulant lors de la régence de Théodora. La participation d'Omar al-Aqta est probable car il aide souvent ses suzerains abbassides dans leurs raids saisonniers contre les Romains. Selon les récits arabes, les troupes d'Abou Saïd comprennent des hommes originaires des émirats frontaliers de Qaliqala (Erzurum) et Tarse. Les forces musulmanes font leur jonction à Ardandun (peut-être le fort frontalier de Rhodandos) avant de pénétrer dans les thèmes romains de Cappadoce, d'Anatoliques, des Bucellaires et de l'Opsikion. Les troupes d'Abou Saïd mettent à sac Dorylée et atteignent même la rive orientale du Bosphore. 
Théoctiste dirige l'armée devant affronter les envahisseurs mais il est lourdement vaincu près du Mauropotamos (« La Rivière Noire »). La localisation de celle-ci, si elle est bien une rivière et non un simple toponyme, est l'objet de débats. Elle est fort probablement un affluent du Sangarios en Bithynie ou de l'Halys en Cappadoce. Quoi qu'il en soit, les Romains ne souffrent pas seulement de lourdes pertes, en effet, de nombreux officiers importants, dont un certain Théophane, font défection et rejoignent les Arabes. Théoctiste parvient à regagner Constantinople où il blâme Bardas pour les récentes défaites avant de l'exiler en dehors de la capitale.

## Conséquences
Les Abbassides ne peuvent exploiter leur victoire à cause de l'instabilité interne du califat, qui fait face à des révoltes bédouines, kurdes et kharidjites. De même, les Romains préfèrent concentrer leurs forces en Sicile, qui est en train d'être conquise par les Aghlabides. De ce fait, une ambassade romaine est envoyée à Samarra et y est chaudement reçue par le calife Al-Wathiq, qui envoie à son tour une ambassade, dirigée par Ahmad bin Abi Qahtabah. Les tractations entre les deux Empires aboutissent à un échange de prisonniers qui a lieu sur la rivière Lamos (en) le 16 septembre 845. Quelques mois plus tard, un raid hivernal mené par le gouverneur abbasside de Tarse (en) Ahmad ibn Saïd ibn Salm ibn Qoutaïbah échoue de façon désastreuse. Après cet évènement, la frontière romano-abbasside reste calme jusqu'en 851,.